# 襄陵之戰
襄陵之战，指前352年，魏国韩国联军和齐国的一场战役。
前353年，齐国通过桂陵之战大败魏国，擒获魏国大将庞涓。前352年，魏国与韩国结盟，合攻当时仍在包围襄陵（今河南睢县）的齐军，结果齐军战败，齐威王收兵，请楚国调停。秦国则乘魏齐大战偷袭魏国，魏国只好和齐国签署和约。前351年，魏国把夺取三年的邯郸归还赵国。直到前342年马陵之战，齐国才正式取代魏国的中原霸主地位。